# Алехандро Гомес
Алехандро Даріо Гомес (ісп. Alejandro Darío Gómez, нар. 15 лютого 1988, Буенос-Айрес) — аргентинський футболіст, атакувальний півзахисник іспанської «Севільї».

## Клубна кар'єра
Народився 15 лютого 1988 року в місті Буенос-Айрес. Вихованець футбольної школи клубу «Арсенал» (Саранді). Дорослу футбольну кар'єру розпочав 2005 року в основній команді того ж клубу, в якій провів чотири роки, взявши участь у 94 матчах чемпіонату і допомігши команді 2007 року виграти Південноамериканський кубок. Більшість часу, проведеного у складі «Арсенала», був основним гравцем команди.
На початку 2009 року перейшов у «Сан-Лоренсо», де провів наступні півтора року.
Своєю грою за останню команду привернув увагу представників тренерського штабу італійської «Катанії», до складу якого приєднався 21 липня 2010 року. Відіграв за сицилійський клуб наступні три сезони своєї ігрової кар'єри. Граючи у складі «Катанії», також здебільшого виходив на поле в основному складі команди.
До складу клубу «Металіст» приєднався в серпні 2013 року, де став виступати з шістьма своїми співвітчизниками — захисниками Крістіаном Вільягрою та Марко Торсільєрі, півзахисниками Себастьяном Бланко, Чако Торресом та Хосе Сосою, а також нападником Хонатаном Крістальдо.
В серпні 2014 року перейшов до клубу «Аталанта», підписавши контракт строком на три роки. Орієнтовна сума трансферу — 4–5 млн євро.
26 січня 2021 підписав контракт з іспанською «Севільєю».

## Виступи за збірну
2007 року залучався до складу молодіжної збірної Аргентини, разом з якою виграв молодіжний чемпіонат світу 2007 року, зігравши у двох матчах на турнірі. Всього на молодіжному рівні зіграв у 11 офіційних матчах, забив 2 голи.
2017 року дебютував у складі національної збірної Аргентини.

## Статистика виступів

### Статистика клубних виступів
Станом на 3 серпня 2013
| Сезон                         | Команда                       | Чемпіонат                     | Чемпіонат | Чемпіонат | Національний кубок | Національний кубок | Національний кубок | Континентальні кубки | Континентальні кубки | Континентальні кубки | Інші змагання | Інші змагання | Інші змагання | Усього | Усього |
| Сезон                         | Команда                       | Ліга                          | Ігор      | Голів     | Ліга               | Ігор               | Голів              | Ліга                 | Ігор                 | Голів                | Ліга          | Ігор          | Голів         | Ігор   | Голів  |
| ----------------------------- | ----------------------------- | ----------------------------- | --------- | --------- | ------------------ | ------------------ | ------------------ | -------------------- | -------------------- | -------------------- | ------------- | ------------- | ------------- | ------ | ------ |
| 2004–05                       | «Арсенал» (Саранді)           | ПД                            | 1         | 0         | -                  | -                  | -                  | -                    | -                    | -                    | -             | -             | -             | 1      | 0      |
| 2005–06                       | «Арсенал» (Саранді)           | ПД                            | 19        | 2         | -                  | -                  | -                  | -                    | -                    | -                    | -             | -             | -             | 19     | 2      |
| 2006–07                       | «Арсенал» (Саранді)           | ПД                            | 22        | 1         | -                  | -                  | -                  | -                    | -                    | -                    | -             | -             | -             | 22     | 1      |
| 2007–08                       | «Арсенал» (Саранді)           | ПД                            | 34        | 2         | -                  | -                  | -                  | КЛ+ПаК               | 7+2                  | 0+0                  | -             | -             | -             | 43     | 2      |
| 2008–09                       | «Арсенал» (Саранді)           | ПД                            | 18        | 8         | -                  | -                  | -                  | ПаК+РПА              | 4+2                  | 1+0                  | -             | -             | -             | 24     | 9      |
| Усього за «Арсенал» (Саранді) | Усього за «Арсенал» (Саранді) | Усього за «Арсенал» (Саранді) | 94        | 13        |                    | -                  | -                  |                      | 15                   | 1                    |               | -             | -             | 109    | 14     |
| 2008–09                       | «Сан-Лоренсо»                 | ПД                            | 16        | 1         | -                  | -                  | -                  | КЛ                   | 5                    | 1                    | -             | -             | -             | 21     | 2      |
| 2009–10                       | «Сан-Лоренсо»                 | ПД                            | 32        | 7         | -                  | -                  | -                  | ПаК                  | 5                    | 0                    | -             | -             | -             | 37     | 7      |
| Усього за «Сан-Лоренсо»       | Усього за «Сан-Лоренсо»       | Усього за «Сан-Лоренсо»       | 48        | 8         |                    | -                  | -                  |                      | 10                   | 1                    |               | -             | -             | 58     | 9      |
| 2010–11                       | «Катанія»                     | A                             | 36        | 4         | КІ                 | 1                  | 0                  | -                    | -                    | -                    | -             | -             | -             | 37     | 4      |
| 2011–12                       | «Катанія»                     | A                             | 34        | 4         | КІ                 | 1                  | 1                  | -                    | -                    | -                    | -             | -             | -             | 35     | 5      |
| 2012–13                       | «Катанія»                     | A                             | 36        | 8         | КІ                 | 3                  | 1                  | -                    | -                    | -                    | -             | -             | -             | 39     | 9      |
| Усього за «Катанію»           | Усього за «Катанію»           | Усього за «Катанію»           | 106       | 16        |                    | 5                  | 2                  |                      | -                    | -                    |               | -             | -             | 111    | 18     |
| Усього за кар'єру             | Усього за кар'єру             | Усього за кар'єру             | 248       | 37        |                    | 5                  | 2                  |                      | 25                   | 2                    |               | -             | -             | 278    | 41     |

## Досягнення
- Володар Південноамериканського кубка (1):

«Арсенал» (Саранді): 2007
- Володар Кубка банку Суруга (1):

«Арсенал» (Саранді): 2008
- Володар Ліги Європи (1):

«Севілья»: 2022-23
Збірні
- Чемпіон світу (U-20): 2007
- Переможець Суперкласіко де лас Амерікас: 2017
- Переможець Кубка Америки: 2021
- Чемпіон світу: 2022